# Marudi (district)
Marudi is een district in de Maleisische deelstaat Sarawak.
Het district telt 64.000 inwoners op een oppervlakte van 2200 km².